# Kisum
Jo Hye-ryung (hangul: 조혜령; hanja: 趙慧玲; rr: Jo Hye-ryeong; MR: Cho Hye-ryŏng; Seul, 20 de janeiro de 1994), mais conhecida na carreira musical por seu nome artístico Kissum (hangul: 키썸; rr: Kisseom; MR: Kissŏm), é uma rapper, cantora e compositora sul-coreana. Em 2015, Kisum competiu na primeira temporada do programa de variedades Unpretty Rapstar. Ela já havia competido na terceira temporada do programa de variedades Show Me the Money 3.

## Discografia

### Mini Álbums
- "Like It" (2014)
- "Musik" (2016)
- "The Sun, The Moon" (2017)

### Singles
| Título                                          | Ano  | Posições Nos Charts | Vendas               | Álbum  |
| Título                                          | Ano  | COR                 | Vendas               | Álbum  |
| ----------------------------------------------- | ---- | ------------------- | -------------------- | ------ |
| "Feedback (com Lil Cham, Bora, Jace e Adoonga)" | 2015 | 10                  | - COR: 133,000+ (DL) |        |
| "To.Mom (feat. Insooni)"                        | 2015 | 23                  | - COR: 183,830+ (DL) |        |
| "Show Off (feat. Kim Ho Yeon)"                  | 2015 | 11                  | - COR: 138,442+ (DL) |        |
| "You & Me (feat. Jooyoung)"                     | 2015 | 26                  | - COR: 141,000+ (DL) |        |
| "3sec (with Homme)"                             | 2015 | 34                  | - COR: 31,568 (DL)   |        |
| "Love Talk (feat. Hwasa do Mamamoo)"            | 2015 | 43                  | - COR: 81,333+ (DL)  |        |
| "Jealousy (with U SUNG EUN)"                    | 2016 | 20                  | - COR: 82,473 (DL)   |        |
| "2 Beer"                                        | 2016 | 17                  | - COR: 144,573+ (DL) | 2 Beer |